# Station Clifton (Manchester)
Clifton (Manchester) is een spoorwegstation van National Rail in Salford in Engeland. Het station is eigendom van Network Rail en wordt beheerd door Northern Rail. 